# Stenolicmus ix
Stenolicmus ix é uma espécie de peixe da família Trichomycteridae. A espécie foi descoberta no Rio Curuá, no Pará. O estudo descrevendo o animal foi publicado na revista científica Zootaxa pelos pesquisadores Wolmar Wosiacki, Luciano Montag e Daniel Coutinho.